# Joe Bossano
 (juin 2021).
Si vous disposez d'ouvrages ou d'articles de référence ou si vous connaissez des sites web de qualité traitant du thème abordé ici, merci de compléter l'article en donnant les références utiles à sa vérifiabilité et en les liant à la section « Notes et références ».
Joseph John Bossano (Gibraltar, 10 juin 1939) connu sous le nom de Joe Bossano, est un homme politique gibraltarien, et le chef du Parti travailliste-socialiste de Gibraltar. Il en était le ministre en chef du 25 mars 1988 au 17 mai 1996. Il est le chef de l'opposition à l'Assemblée de 1996 à 2011.

## Biographie
Bossano est un syndicaliste qui commence sa carrière politique avec le parti : intégration avec le Royaume-Uni, pour lequel il est élu membre de l'Assemblée en 1972. Il laisse l'IWBP en 1975 pour former le mouvement démocratique du Gibraltar, qui plus tard devient le Parti travailliste socialiste du Gibraltar.
Sa position envers la souveraineté de l'Espagne (employant le slogan "Give Spain No Hope" : Ne donnez aucun espoir à l'Espagne) a causé des tensions entre les gouvernements de Londres et de Madrid, bien qu'en tant que ministre en chef, il a maintenu de bonnes relations avec les politiciens espagnols au niveau local. Bossano a également surveillé le changement économique, résultant du déclin des secteurs traditionnels employant des personnes comme la défense, et la création d'une économie privé basée sur les finances et le tourisme.